# Ghiacciaio Fourcade
Il ghiacciaio Fourcade è un ghiacciaio situato sull'Isola di re Giorgio, nelle Isole Shetland Meridionali, a nord del termine della Penisola Antartica. Il ghiacciaio si trova in particolare nella parte occidentale della costa meridionale dell'isola, dove fluisce verso sud-ovest, lungo il versante occidentale del duomo Varsavia, fino a entrare nella cala di Potter, nella parte orientale della baia di Maxwell, a nord della penisola Potter.

## Storia
Il ghiacciaio Fourcade è stato mappato durante la spedizione francese in Antartide svoltasi dal 1908 al 1910 al comando di Jean-Baptiste Charcot, ed è stato così battezzato dai partecipanti a una spedizione polacca di ricerca antartica svoltasi nel 1980, in onore di Nestor H. Fourcade, un geologo dell'Instituto Antartico Argentino, che svolte approfondite indagini geologiche nella zona della cala di Potter e della penisola Fildes, in diverse stagioni tra il 1957 e il 1961.